# میلنکو رادومار وسنیچ
میلنکو رادومار وسنیچ (انگلیسی: Milenko Radomar Vesnić؛ زاده ۱۳ فوریه ۱۸۶۳ – درگذشته ۱۵ مه ۱۹۲۱) دیپلمات، و سیاستمدار اهل یوگسلاوی بود. وی از ۱۶ مه ۱۹۲۰ تا ۱ ژانویه ۱۹۲۱ نخست‌وزیر یوگسلاوی بود.
میلنکو رادومار وسنیچ در ۱۵ مه ۱۹۲۱، در سن ۵۸ سالگی درگذشت.